# Печатка (повість)
«Печатка» — повість Б.Антоненка-Давидовича.
Невелика повість «Печатка» концентрує увагу читача на подіях української революції за доби Центральної Ради й Генерального Секретаріату. Динамічна оповідь, з багатьма гумористичними ситуаціями й драматичними сюжетними колізіями, має ще й ту вартість, що в ній автор, чи не єдиний у радянській літературі того часу, сміливо показав, що за ідею вільної України та за її революційний парламент Центральну Раду боролася не тільки інтелігенція, не тільки селянство, але й свідоме робітництво. Навіть більше, зображуючи двох головних героїв повісти — молодого студента Федоренка й робітника Андрія Осадчого, автор образними засобами стверджує, що інтелігенція (студент) грала допоміжну, інколи боязливу, кумедну чи розгублену ролю, а основну, сміливу, ідейно наступальну, а в трудних ситуаціях — відважну й розумну дію вело робітництво (Осадчий).